# Катастрофа Ил-18 под Семипалатинском
Катастрофа Ил-18 под Семипалатинском — крупная авиационная катастрофа, произошедшая ранним пятничным утром 11 мая 1973 года к югу от города Семипалатинск. Авиалайнер Ил-18Б Бакинского ОАО авиакомпании «Аэрофлот» выполнял плановый пассажирский рейс SU-6551 по маршруту Баку — Ташкент — Новосибирск, но через 2 часа и 2 минуты после  взлёта из Ташкентского аэропорта Южный лайнер резко перешёл в пикирование и начал разрушаться в воздухе. Через 38 секунд нахождения в таком состоянии разрушенный лайнер рухнул на землю недалеко от села Белтерек в 91 км от Семипалатинска и полностью разрушился. Погибли все 63 человека на борту — 54 пассажира и 9 членов экипажа.
Официальная причина катастрофы так и не была установлена.

## Самолёт
Ил-18Б с бортовым номером 75687 (заводской — 189001202, серийный — 012-02) был выпущен заводом ММЗ «Знамя Труда» 30 июня 1959 года, а затем передан Главному управлению гражданского воздушного флота. С 1 августа того же года самолёт начал эксплуатироваться в Бакинском авиаотряде Азербайджанского управления гражданского воздушного флота. Изначально он имел салон на 80 пассажиров, но позже за счёт уплотнения пассажировместимость была повышена до 89. Всего на момент катастрофы авиалайнер имел в общей сложности 21 663 часа налёта и 11 787 посадок.

## Экипаж
Ил-18 пилотировал экипаж из 107-го лётного отряда, состав которого был:
- Командир воздушного судна (КВС) — Виктор Сергеевич Логинов
- Второй пилот — Юрий Александрович Филин
- Штурман — Виктор Михайлович Филатов
- Бортмеханик — Валентин Николаевич Першин
- Бортрадист — Дмитрий Корнеевич Маркин

В салоне самолёта работали трое стюардесс:
- Жанна Суреновна Григорян
- Таисия Филипповна Луговая
- Вера Владимировна Размолодина

На борту самолёта также находился сопровождающий милиционер.

## Хронология событий

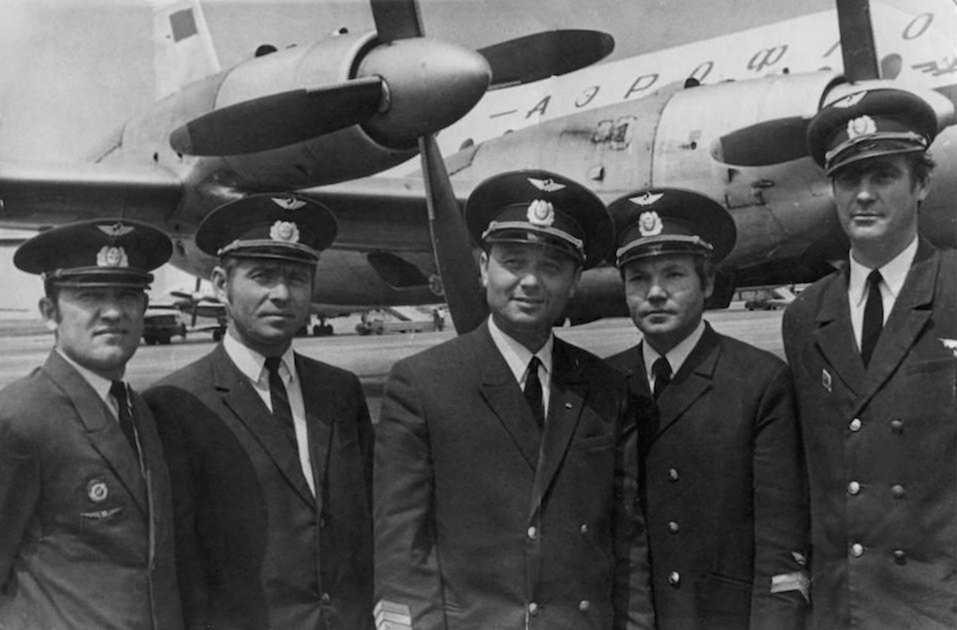
Экипаж рейса 6551

11 мая 1973 года в 03:25 местного времени (02:25 Казахского времени, 23:25 МСК) рейс 6551 вылетел из Ташкентского аэропорта Южный, его выполнял Ил-18Б борт СССР-75687, летящий из Баку в Новосибирск с промежуточной посадкой в Ташкенте, сейчас самолёт выполнял участок рейса Ташкент — Новосибирск. После набора высоты самолёт занял эшелон полёта 7800 метров. На его борту находилось 63 человека — 55 пассажиров (51 взрослый пассажир и 3 ребёнка) и 9 членов экипажа.
В 00:56 МСК с экипажем связался диспетчер РДП аэропорта Алма-Ата, который дал указание занять эшелон 9000 метров и продолжать полёт по курсу 43°. Экипаж подтвердил получение информации и поднялся на указанный эшелон. В 01:12 МСК (04:12 местного времени) экипаж вышел на связь с диспетчером ВРДП Аягуз, а в 01:22 доложил ему о пролёте Аягуза. Далее экипаж перешёл на связь с диспетчером РДП аэропорта Семипалатинск и начал выполнять левый разворот на курс 360°, при этом снижаясь до эшелона 7800 метров. В 90 километрах от Семипалатинска самолёт вошёл в не просматриваемую радиолокатором зону, в связи с чем его засветка пропала с экранов. Небо в это время было затянуто слоисто-дождевыми облаками высотой 1000—1300 метров и с верхней границей 5—6 километров, шёл слабый дождь, ветер был западный умеренный, а видимость достигала 10 километров. Расчётное время пролёта Семипалатинска составляло 01:52 МСК (04:52 местного времени), но в назначенное время экипаж не доложил о пролёте. Диспетчер попытался связаться с самолётом, но тот не отвечал, а его засветка на экранах так и не появилась.

### Катастрофа
Ил-18 летел с включённым автопилотом, который, вероятно, при этом по боковому каналу был отключен. Неожиданно за 6 секунд приборная скорость снизилась с 400 до 370 км/ч при сохранении высоты, а затем самолёт вошёл в быстрое снижение, при этом почти без бокового крена. Перегрузка сперва составила 1,3—1,5g, затем упала до 0,5g, а потом и вовсе до −0,8g. В процессе снижения перегрузки колебались от 0,75 до −2g. Примерно через 17 секунд с момента начала падения начал развиваться быстро растущий правый крен, который увеличивался со скоростью 100°/с и быстро превысил 90°. Из-за колоссальных аэродинамических нагрузок самолёт начал разрушаться. Первыми на высоте 5000 метров при скорости 670 км/ч отделились правая часть крыла и рули высоты, а на высоте 3600 метров при скорости 700 км/ч начал разрушаться фюзеляж. Винты при этом не работали, а были зафлюгированы (либо автоматически, либо принудительно экипажем). В 04:37 местного времени (01:37 МСК), спустя 38 секунд с момента начала развития катастрофической ситуации, самолёт практически отвесно (угол пикирования 90°) врезался в землю в 84 километрах южнее Семипалатинска и полностью разрушился.
Горящие обломки были обнаружены с воздуха в 04:50 в точке с координатами 49°35′30″ с. ш. 80°23′00″ в. д. в пустынной степной местности. Все 63 человека на борту авиалайнера погибли.

## Причина
По данным воинских частей 41524 и 54836 запусков радиозондов, беспилотных средств, стрельб и полётов самолётов ВВС в данном районе не проводилось. Вообще начавшееся снижение самолёта в течение первых 20—30 секунд достаточно хорошо согласовывалось с режимом, как если бы экипаж выполнял экстренное снижение, при этом убрав режим двигателей. Начиная с 29—30-й секунды от конца записи Ил-18 словно выполнял нормальное экстренное снижение — с большой отрицательной перегрузкой и большим темпом нарастания скорости и отрицательных углов тангажа. Это требовало от экипажа прикладывать значительные усилия для управления рулями высоты, а также парировать значительный кренящий правый момент.
При изучении обломков в полу багажного отсека были обнаружены два круглых отверстия, что вызвало предположение о попадании в самолёт снаряда, однако экспертиза показала, что отверстия возникли при ударе о землю из-за соударения с какими-либо деталями самолёта цилиндрической формы. Версия о взрыве на борту также не нашла подтверждения, так как никаких следов взрывчатых веществ на обломках не было найдено. На основании данных с бортовых самописцев, а также после изучения обломков, комиссия сделала вывод, что причина катастрофы не может быть установлена.

1. Катастрофа произошла из-за разрушения самолета в воздухе от значительных отрицательных перегрузок, превысивших расчетные, после ухода самолета с эшелона, наиболее вероятно, связанного с необходимостью выполнения экстренного снижения.
2. В связи с отсутствием качественной записи МСРП-12 из-за сильного повреждения магнитной ленты, магнитофона для записи переговоров экипажа, а также сообщений с борта и полного разрушения материальной части, причину экстренного снижения и характер дальнейшего развития ситуации определить не представляется возможным. Можно предположить, что экстренное снижение и характер движения самолета на последнем участке связан со столкновением с посторонним предметом, повредившим крыло или оперение самолета, что привело к нарушению продольной и поперечной управляемости самолета.— 